# Trent Murphy
Trenton Allen Murphy, detto Trent (Scottsdale, 22 dicembre 1990), è un giocatore di football americano statunitense che gioca nel ruolo di linebacker per i Buffalo Bills della National Football League (NFL). Al college ha giocato a football all'Università di Stanford venendo premiato unanimemente come All-American.

## Carriera professionistica

### Washington Redskins
Murphy fu scelto dai Washington Redskins nel corso del secondo giro (47º assoluto) del Draft 2014. Debuttò come professionista subentrando nella settimana 1 contro gli Houston Texans. La sua prima stagione si chiuse con 32 tackle, 2,5 sack e 2 fumble forzati in 15 presenze, 8 delle quali come titolare.

### Buffalo Bills
Il 14 marzo 2018, Murphy firmò un contratto triennale del valore di 22,5 milioni di dollari con i Buffalo Bills.

## Statistiche
| Partite totali      | 15  |
| Partite da titolare | 8   |
| Tackle totali       | 32  |
| Sack fatti          | 2,0 |
| Intercetti          | 0   |

Statistiche aggiornate alla stagione 2014